# 1955年の音楽
1955年の音楽（1955ねんのおんがく）では、1955年（昭和30年）の世界の音楽状況についてまとめる。

## 概要
- ビル・ヘイリー[1]と彼のコメッツの「ロック・アラウンド・ザ・クロック」がイギリスのチャートに登場した[2]。
- エルヴィス・プレスリーのフロリダ州のコンサートで、最初の暴動が発生した。またこの年、彼のマネージャーにトム・パーカー大佐が就任している。
- 12月31日 - 第6回NHK紅白歌合戦
  - トップバッター - 荒井恵子(紅)、鶴田六郎(白)
  - トリ - 二葉あき子(紅)、藤山一郎(白)

## 洋楽シングル
- チャック・ベリー – 「メイベリーン」
- リトル・リチャード – 「トゥッティ・フルッティ」
- ボ・ディドリー – 「ボ・ディドリー」
- ファッツ・ドミノ – 「エイント・ザット・ア・シェイム」
- エタ・ジェイムズ – 「ザ・ウォールフラワー（ダンス・ウィズ・ミー・ヘンリー）」
- プラターズ – 「オンリー・ユー」、「ザ・グレート・プリテンダー」
- マディ・ウォーターズ – 「マニッシュ・ボーイ」
- スマイリー・ルイス – 「アイ・ヒア・ユー・ノッキング」
- リトル・ウィリー・ジョン - 「オール・アラウンド・ザ・ワールド」
- リトル・ウィリー・ジョン - 「ニード・ユア・ラヴ・ソー・バッド」
- ボビー・チャールズ - 「シー・ユー・レイター・アリゲーター」
- アール・キング - 「ゾース・ロンリー・ロンリー・ナイツ」
- エルヴィス・プレスリー - 「ミステリー・トレイン」
- エルヴィス・プレスリー - 「ベイビー・レッツ・プレイ・ハウス」

## 洋楽アルバム
- チェット・ベイカー – The Trumpet Artistry of Chet Baker
- マイルス・デイヴィス - The Musings of Miles
- マイルス・デイヴィス - Blue Moods
- ケニー・ドーハム - Afro-Cuban
- クリフォード・ブラウン - With Strings
- クリフォード・ブラウン＝マックス・ローチ - Clifford Brown and Max Roach
- クリフォード・ブラウン＝マックス・ローチ - Study in Brown
- デイヴ・ブルーベック - Brubeck Time
- デイヴ・ブルーベック - Jazz: Red Hot And Cool
- ヘレン・メリル - Helen Merrill
- ヘレン・メリル - With Strings
- ハンプトン・ホーズ - Hampton Hawes Trio, Vol. 1
- モダン・ジャズ・カルテット - Concorde
- ジェリー・マリガン - Presenting The Gerry Mulligan Sextet
- サラ・ヴォーン - After Hours
- ミルト・ジャクソン - Milt Jackson Quartet
- ビング・クロスビー - Merry Christmas
- サージ・チャロフ - Boston Blow-Up!
- バディ・リッチ - Buddy And Sweets
- バディ・リッチ - Sing And Swing With Buddy Rich
- ライオネル・ハンプトン - Crazy Rhythm
- アート・テイタム, バディ・リッチ, ライオネル・ハンプトン - The Lionel Hampton-Art Tatum-Buddy Rich Trio
- マヘリア・ジャクソン - Sweet Little Jesus Boy
- エロル・ガーナー - Contrasts
- デューク・ジョーダン - Duke Jordan
- キャノンボール・アダレイ - Julian "Cannonball" Adderley
- エラ・フィッツジェラルド - Sweet and Hot
- エラ・フィッツジェラルド - Miss Ella Fitzgerald & Mr Gordon Jenkins Invite You to Listen and Relax
- ビリー・ホリデイ - ミュージック・フォー・トーチング
- トニー・ベネット - Cloud 7
- Shorty Rogers And His Giants - The Swinging Mr. Rogers

## 邦楽シングル
- 青木光一「小島通いの郵便船」
- エト邦枝「カスバの女」
- 江利チエミ、小原重徳とブルー･コーツ「ロック･アラウンド･ザ･クロック」
- 大津美子「東京アンナ」
- 岡晴夫「逢いたかったぜ」
- 岡本敦郎「ピレネエの山の男」「自転車旅行」
- 小笠原美都子「みおつくしの鐘」
- 春日八郎「別れの一本杉」
- 川田孝子「狩勝の美少年」
- 高英男「囚人の歌」
- 小坂一也とワゴンマスターズ「テキサスの黄色いバラ」「ヘイ･ミスター･バンジョー」「デビー･クロケットの唄」「カウライジャ」
- コロムビア・ローズ「渡り鳥いつ帰る」
- 沢村みつ子「パパはマンボがお好き」
- 島倉千代子「この世の花」「りんどう峠」
- 白根一男「次男坊鴉」
- 菅原都々子「月がとっても青いから」「木浦の涙」
- 鈴木三重子「むすめ巡礼」「南国土佐を後にして」
- 高田浩吉「名月佐太郎笠」
- 田端義夫、白鳥みづえ「親子舟唄」
- 築地容子「ジャニー・ギター」「チェリーピンク」
- 鶴田浩二「赤と黒のブルース」
- 中村メイ子「田舎のバス」
- 野村雪子「おばこマドロス」
- 林伊佐緒「高原の宿」
- 藤島桓夫「かえりの港」
- 真木不二夫「空が晴れたら」
- 松島詩子「喫茶店の片隅で」
- 三浦洸一「弁天小僧」
- 美空ひばり「あの日の船はもう来ない」「素適なランデブー」
- 三橋美智也「おんな船頭唄」「あの娘が泣いてる波止場」「あゝ新撰組」「島の船唄」
- 宮城まり子「ガード下の靴みがき」
- 森繁久彌「銀座の雀」
- 柳沢真一「スワニー」
- 雪村いづみ「チャチャチャは素晴らしい」「マンボ・イタリアノ」
- 若原一郎「ハンドル人生」

## 主な音楽賞
| 賞                  | 受賞作・受賞者 |
| ------------------- | --- |
| 第10回芸術祭賞      | - 奨芸術祭賞(音楽部門) - 中能島欣一「NHK「箏と三絃のための組曲」作曲」 - 奨励賞(音楽部門) - 日本文化放送「雅楽組曲「秋」」 - 日本放送協会「立体放送のための具体音楽」 - 杵屋栄二「文化放送長唄「楊貴妃」作曲・演奏」 - 義太夫因協会「「江戸名作選四種」ほかの企画・演奏」 - ラジオ東京「邦楽「風神雷神」ほかの企画」 - 芸術祭奨励賞(レコード部門) - 日本ビクター「「森は生きている」企画」 - 芸術祭作曲賞 - 端山貢明「ビオラ協奏曲」 |
| 第5回サンレモ音楽祭 | - 大賞 - クラウディオ・ビルラとトゥリオ・パーネ「悲しみよ今日は」 |

## デビュー
- 3月 - 島倉千代子／この世の花
- 9月 - フランク永井／恋人よ我に帰れ
- 月日不明 - 朝丘雪路／ひとつの影/ジャジャンボ娘

## 誕生
出身地または国籍が日本である人物の国名表記は省略。
- 1月2日 - アガソナス・ヤコヴィディス（、歌手、+2020年・65歳没）
- 1月4日 - 藤井一興（東京都、ピアニスト・作曲家）
- 1月5日 - 渡辺えり（山形県、女優・作詞家）
- 1月10日 - マイケル・シェンカー（、ギタリスト、元スコーピオンズ）
- 1月13日 - 伊藤蘭（東京都、歌手・女優、元キャンディーズ）
- 1月19日 - サイモン・ラトル（、指揮者）
- 1月20日 - 桜井賢（埼玉県、ベーシスト、THE ALFEE）
- 1月20日 - 太田裕美（東京都、シンガーソングライター）
- 1月23日 - 平田謙吾（ミュージシャン、一風堂、+2013年・58歳没）
- 1月26日 - エドワード・ヴァン・ヘイレン（、ギタリスト、ヴァン・ヘイレン、+2020年・65歳没）
- 1月26日 - 所ジョージ（埼玉県、歌手・タレント、元トコブクロ）
- 1月26日 - 袴塚淳（東京都、ジャズピアニスト）
- 2月3日 - 渡辺俊幸（愛知県、作曲家）
- 2月4日 - 宮内タカユキ（茨城県、歌手）
- 2月12日 - 伊丹幸雄（福井県、歌手）
- 2月13日 - 矢野顕子（東京都、シンガーソングライター、元yanokami/やもり）
- 2月23日 - 日向敏文（東京都、作曲家）
- 3月3日 - ジョニー・ジャクソン（、ドラマー、ジャクソン・ファイブ、+2006年・51歳没）
- 3月4日 - ブーン・グールド（、ミュージシャン、レベル42、+2019年・64歳没）
- 3月7日 - 佐藤準（東京都、作曲家）
- 3月11日 - ニーナ・ハーゲン（、歌手）
- 3月15日 - 塚田三喜夫（東京都、歌手、+2011年・56歳没）
- 3月20日 - 竹内まりや（島根県、シンガーソングライター）
- 3月27日 - 山口良一（広島県、タレント・俳優・歌手）
- 3月31日 - 青島広志（東京都、作曲家）
- 3月31日 - アンガス・ヤング（、ギタリスト、AC/DC）
- 4月13日 - 西城秀樹（広島県、歌手、+2018年・63歳没）
- 4月13日 - 上沼恵美子（兵庫県、司会者・歌手・元漫才師）
- 4月15日 - 嵐ヨシユキ（神奈川県、歌手、横浜銀蝿）
- 4月19日 - 鮫島秀樹（大阪府、ミュージシャン、ツイスト・HOUND DOG）
- 4月19日 - 長谷川集平（兵庫県、絵本作家・ミュージシャン）
- 4月23日 - 平野文（東京都、女優・声優）
- 4月23日 - ロブ・ディーン（英語版）（、ギタリスト、元JAPAN）
- 4月28日 - エディ・ジョブソン（、キーボード奏者、元カーヴド・エア）
- 4月29日 - 田中裕子（大阪府、女優・元歌手）
- 5月3日 - 笹路正徳（群馬県、作曲家）
- 5月12日 - 田口俊（岐阜県、作詞家・シンガーソングライター）
- 5月29日 - マイク・ポーカロ（、ベーシスト、TOTO）
- 5月31日 - トミー・エマニュエル（、ギタリスト）
- 5月31日 - 宗像直美（広島県、指揮者、+2020年・64歳没）
- 6月11日 - 寺尾次郎（東京都、翻訳家・元ミュージシャン、元シュガー・ベイブ、+2018年・62歳没）
- 6月16日 - Char（東京都、ミュージシャン）
- 6月18日 - 藤真利子（東京都、女優・元歌手）
- 6月26日 - ミック・ジョーンズ（、ギタリスト、ザ・クラッシュ）
- 6月29日 - 森マリア（北海道、元歌手・元女優）
- 7月1日 - 明石家さんま（奈良県、お笑いタレント）
- 7月1日 - ニコライ・デミジェンコ（、ピアニスト）
- 7月12日 - チャック・ローブ（、ギタリスト、+2017年・61歳没）
- 7月14日 - マシュー・セリグマン（、ギタリスト、トンプソン・ツインズ、+2020年・64歳没）
- 7月18日 - 天満敦子（東京都、ヴァイオリニスト）
- 7月26日 - 新川博（東京都、作曲家）
- 8月20日 - アグネス・チャン（、歌手・タレント）
- 8月25日 - 大谷康子（愛知県、ヴァイオリニスト）
- 9月4日 - マイケル・フォーチュナティ（、歌手）
- 9月10日 - 岩崎工（東京都、作曲家）
- 9月21日 - アンドレイ・ガヴリーロフ（、ピアニスト）
- 9月23日 - リオン・テイラー（、ドラマー、ザ・ベンチャーズ）
- 10月1日 - 六土開正（北海道、ベーシスト、安全地帯）
- 10月6日 - ヨンリコ・スコット（、ドラマー、デレク・トラックス・バンド、+2019年・63歳没）
- 10月7日 - ヨーヨー・マ（、チェリスト）
- 10月11日 - 麻丘めぐみ（大分県、歌手・女優）
- 10月11日 - 橋本章司（兵庫県、ドラマー、HOUND DOG）
- 10月14日 - 奥慶一（滋賀県、キーボーディスト・作曲家、元スペクトラム）
- 10月18日 - 郷ひろみ（福岡県、歌手）
- 10月23日 - 坂口良子（北海道、女優・元歌手、+2013年・57歳没）
- 10月25日 - ふとがね金太（福岡県、ドラマー・俳優、ツイスト）
- 10月29日 - 志穂美悦子（岡山県、女優・歌手）
- 11月5日 - ブラザー・コーン（東京都、歌手・タレント、バブルガム・ブラザーズ）
- 11月7日 - 冬樹かずみ（熊本県、作詞・作曲・編曲家、音楽プロデューサー）
- 11月15日 - 堀井勝美（東京都、作曲家）
- 11月18日 - 知久光康（東京都、歌手、THE JAYWALK）
- 11月30日 - ビリー・アイドル（、ミュージシャン、元ジェネレーションX）
- 12月3日 - 麻生よう子（大阪府、元歌手）
- 12月5日 - 川中美幸（大阪府、演歌歌手）
- 12月8日 - ネイザン・イースト（、ジャズベーシスト）
- 12月9日 - 渡辺裕之（茨城県、俳優・元歌手、+2022年・66歳没）
- 12月12日 - 中村梅雀 (2代目)（東京都、俳優・ベーシスト）
- 12月14日 - 岡本郭男（京都府、ドラマー、元愛奴/元スペクトラム/AB'S/元THE TRIPLE X/BLUFF/SHŌGUN）
- 12月14日 - 世良公則（広島県、ミュージシャン、ツイスト）
- 12月15日 - ポール・シムノン（、ベーシスト、ザ・クラッシュ）
- 12月16日 - 松山千春（北海道、シンガーソングライター）
- 12月17日 - 宮城伸一郎（東京都、ベーシスト、チューリップ）
- 12月21日 - 関口和之（新潟県、ベーシスト、サザンオールスターズ）

## 死去
- 3月12日 - チャーリー・パーカー、サックス奏者（* 1920年）
- 5月4日 - ジョルジェ・エネスク、作曲家・ヴァイオリニスト（* 1881年）
- 7月25日 - イルマリ・ハンニカイネン、作曲家・ピアニスト（* 1892年）
- 9月28日 - 守安祥太郎（東京都、ジャズピアニスト、*1924年）
- 10月15日 - 早坂文雄（宮城県、作曲家、*1914年）
- 11月27日 - アルテュール・オネゲル（、作曲家、*1892年）
- 11月30日 - ヨシプ・ストルチェル＝スラヴェンスキ、作曲家（* 1896年）